# August Hagborg
Vilhelm Nikolaus August Hagborg, född 26 maj 1852 i Göteborg, död 30 april 1921 i Paris, var en svensk konstnär. 

## Biografi
Hagborg studerade vid Konstakademin i Stockholm 1871–1874. Under studietiden blev han kamrat med flera senare framstående målare såsom Carl Larsson, Georg Pauli, Ernst Josephson och Anders Zorn. Hösten 1875 reste han till Paris. Där målade Hagborg inledningsvis inom kostymgenren. På Parissalongen 1876 ställde han ut den tidningsläsande pojken Gavroche, som nästföljande år ställdes ut på akademien i Stockholm och köptes av Oscar II. Hagborg målade studier från hemprovinsen Käringön till sin nästa salongstavla, Väntan, en fiskarhustru i kroppsstorlek med sin lilla flicka på armen, som återkom på världsutställningen 1878.
Vid Frankrikes nordkust fann Hagborg en ny miljö och därifrån hämtade han många av sina motiv, bland annat Lågvatten vid Engelska kanalen, som visades på Salongen 1879. Målningen fick medalj av tredje klassen och inköptes för Luxembourgmuseets räkning (senare överförd till Musée d'Orsay). Målningen blev Hagborgs genombrott. Som en målare på modet höll han fast vid motivet som lyckotavlan bar: låga, långsträckta sandstränder, fiskebåtar vid vattenbrynet, ett lugnt hav som speglas mot en hög himmel, och sol i silverdis som sätter stämningen. Det grå i strand, hav och himmel innehåller ofta en rikedom av fint stämda toner. 
Under sommarbesök i Sverige målade Hagborg figurmotiv från Skånes kust och från Dalarö. Efter 1914 fann han motiv även i Dalarna.
Hagborg fick aldrig tillfälle till några längre utlandsvistelser utanför Frankrike. År 1884 tillbringade han dock någon månad i Devon, England, tillsammans med Robert Thegerström. Till Italien kom han först på äldre dagar under ett kortare besök. I sällskap av Fritz Thaulow företog han en studieresa dit 1899.
Hagborg blev riddare av Vasaorden 1883 och kommendör av andra klassen av Nordstjärneorden 1908.
Hagborg finns representerad på många museer, till exempel på Nationalmuseum i Stockholm med bland annat
oljemålningen En morgon i Cayeux, Normandie, som inköptes 1886, på Musée d'Orsay med Lågvatten i La Manche (1879), och på Göteborgs konstmuseum med Kyrkogården i Trouville (1883) samt vid Norrköpings konstmuseum.
August Hagborg var gift med Gerda Hagborg, född Göthberg. Han var bror till konstnären och simhopparen Otto Hagborg.

## Galleri

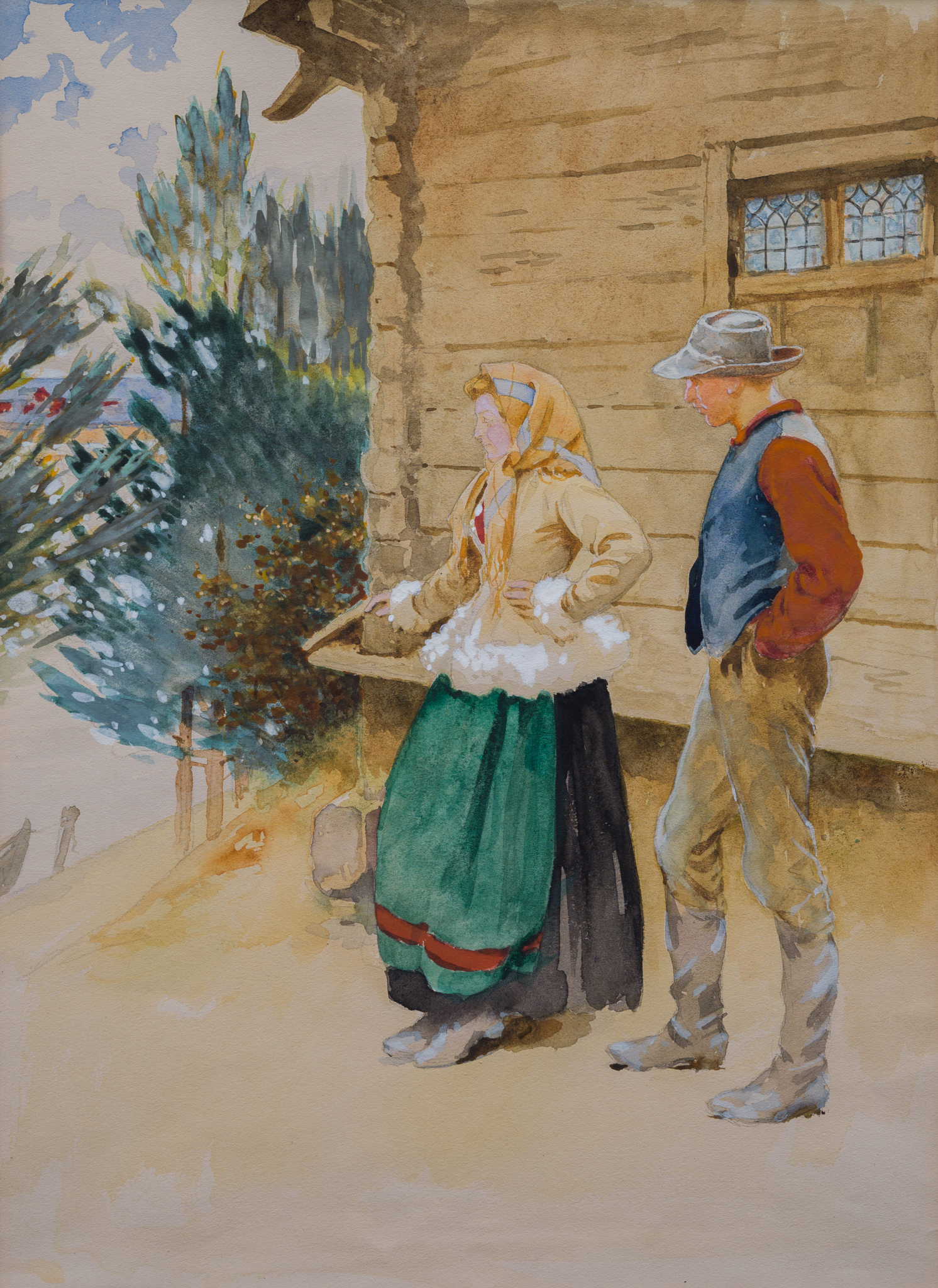
Vid timmerstugan
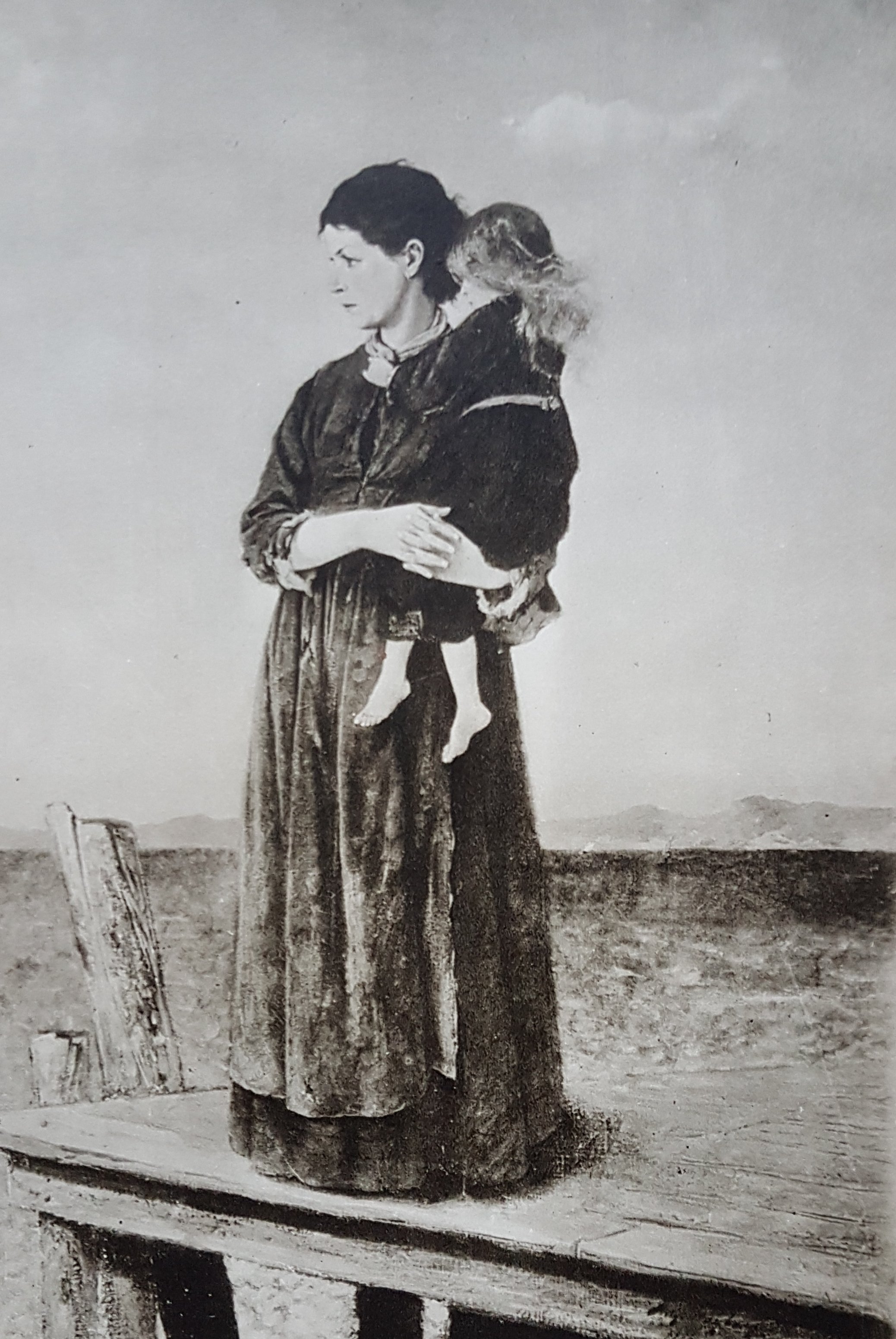
Väntan (omkring 1878)
Grådis vid havet (odaterad), NM
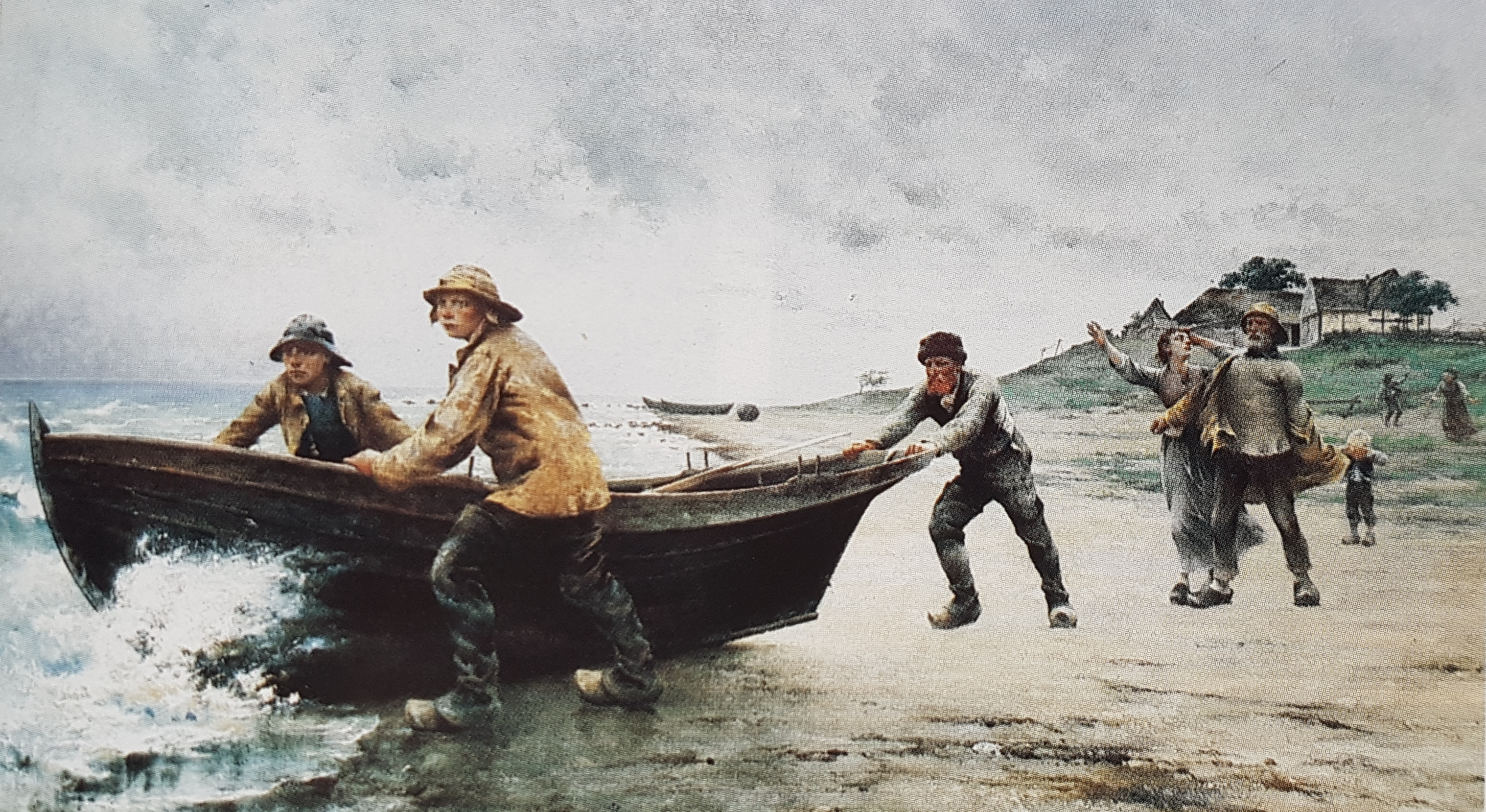
Sjömän vid räddningsbåt (odaterad)
Båt på stranden (1881), GKM
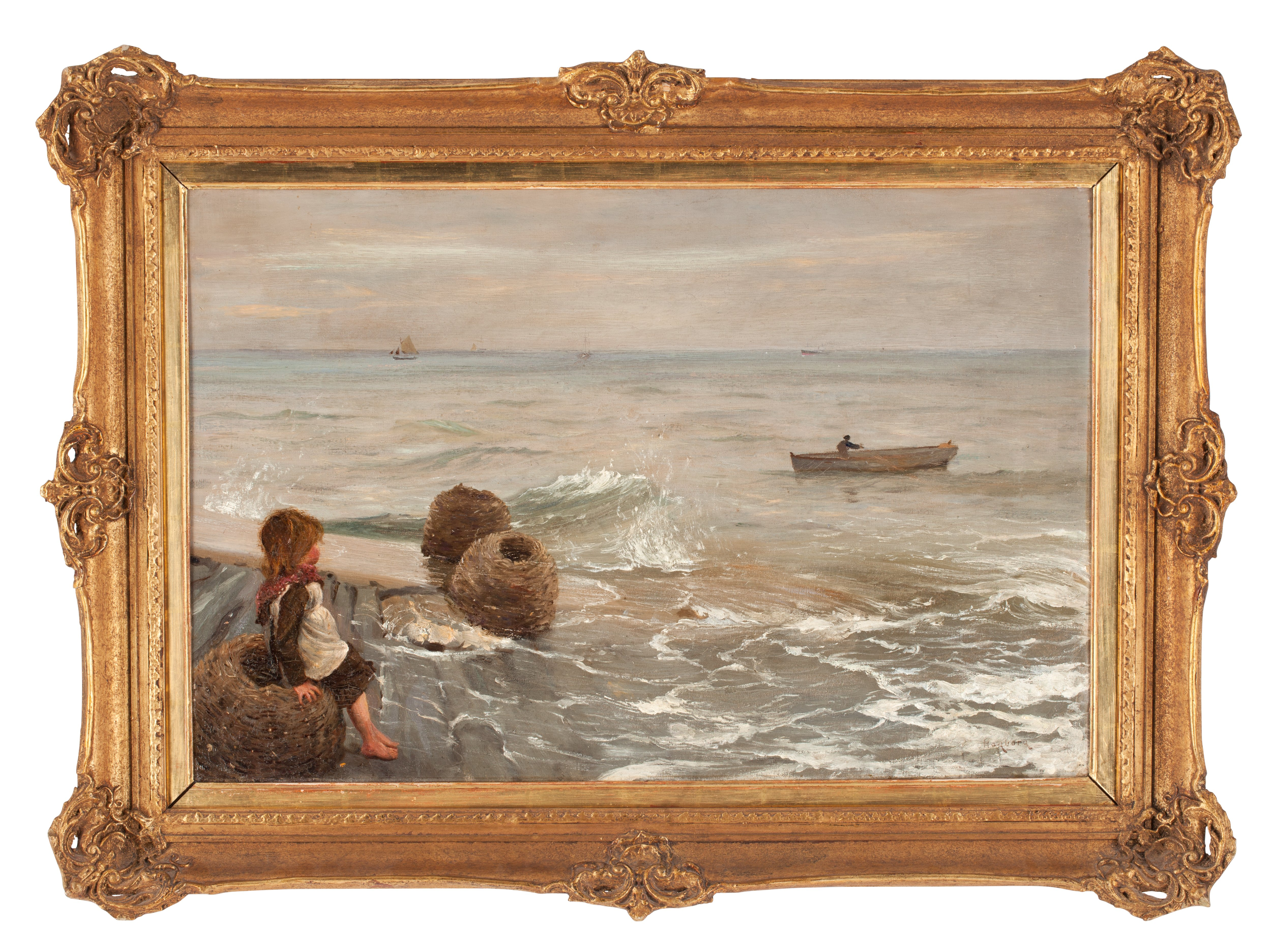
Flicka vid kaj (odaterad)
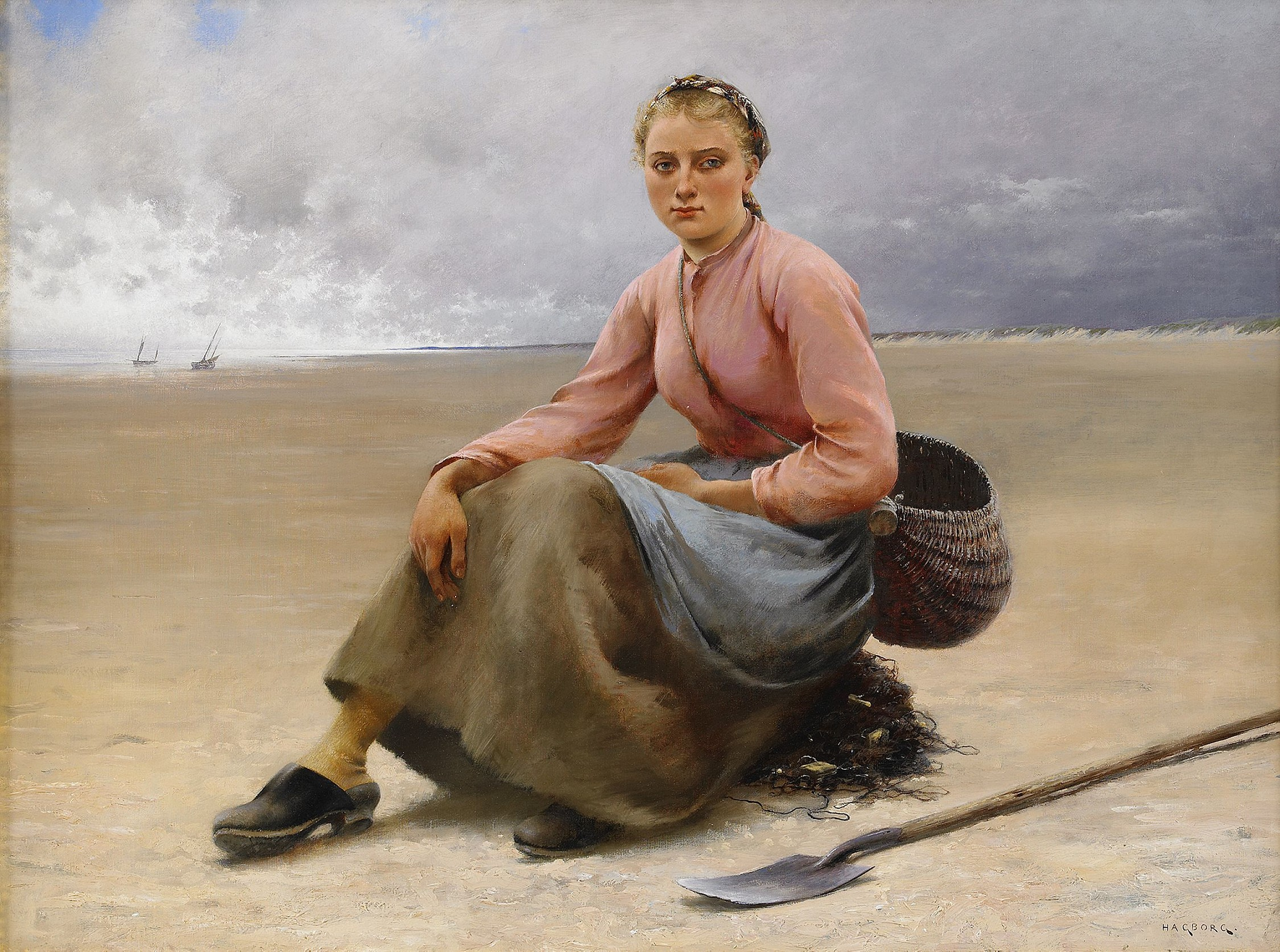
Ostronplockerska - Bretagne (odaterad)
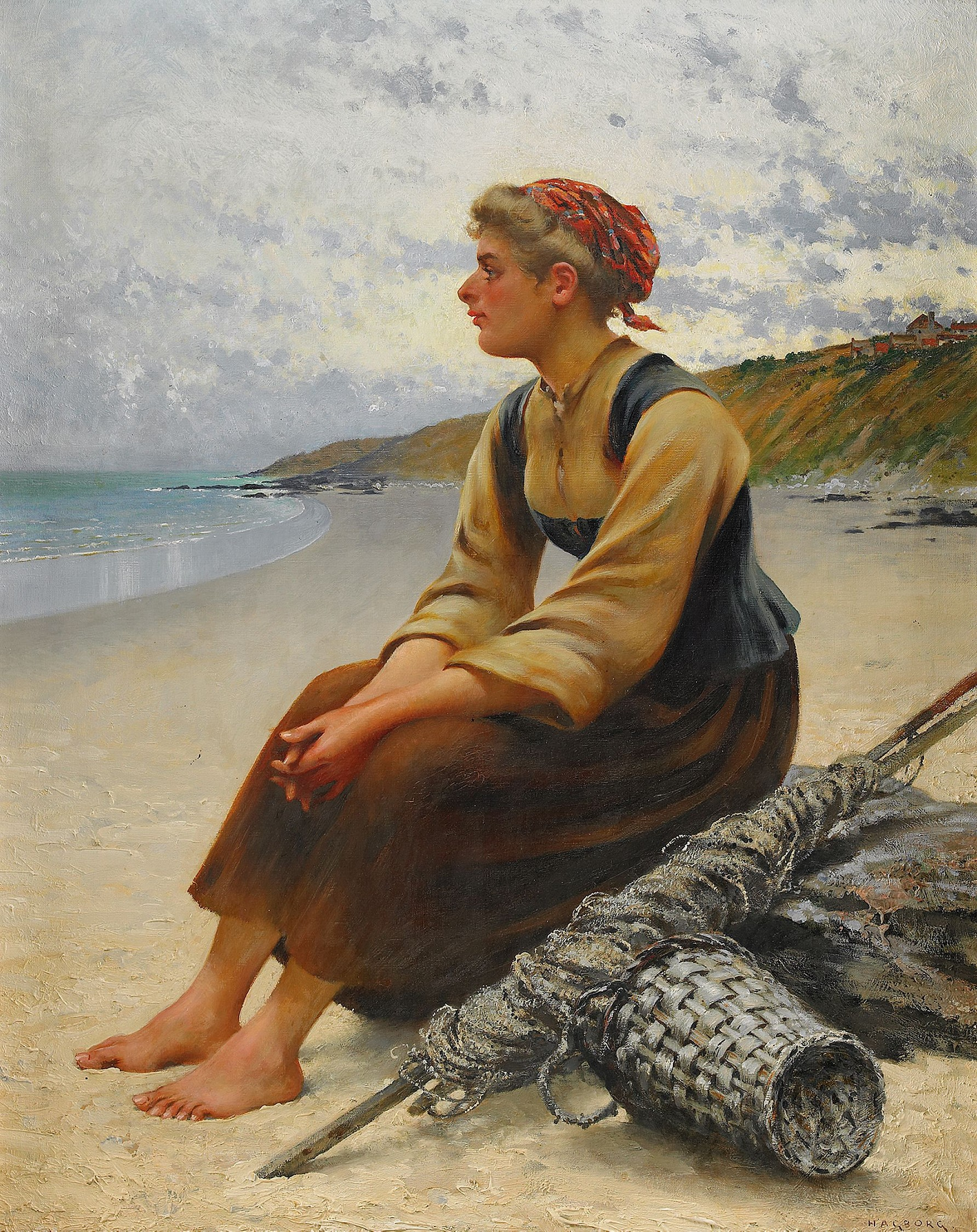
Ostronplockerska på stranden (odaterad)
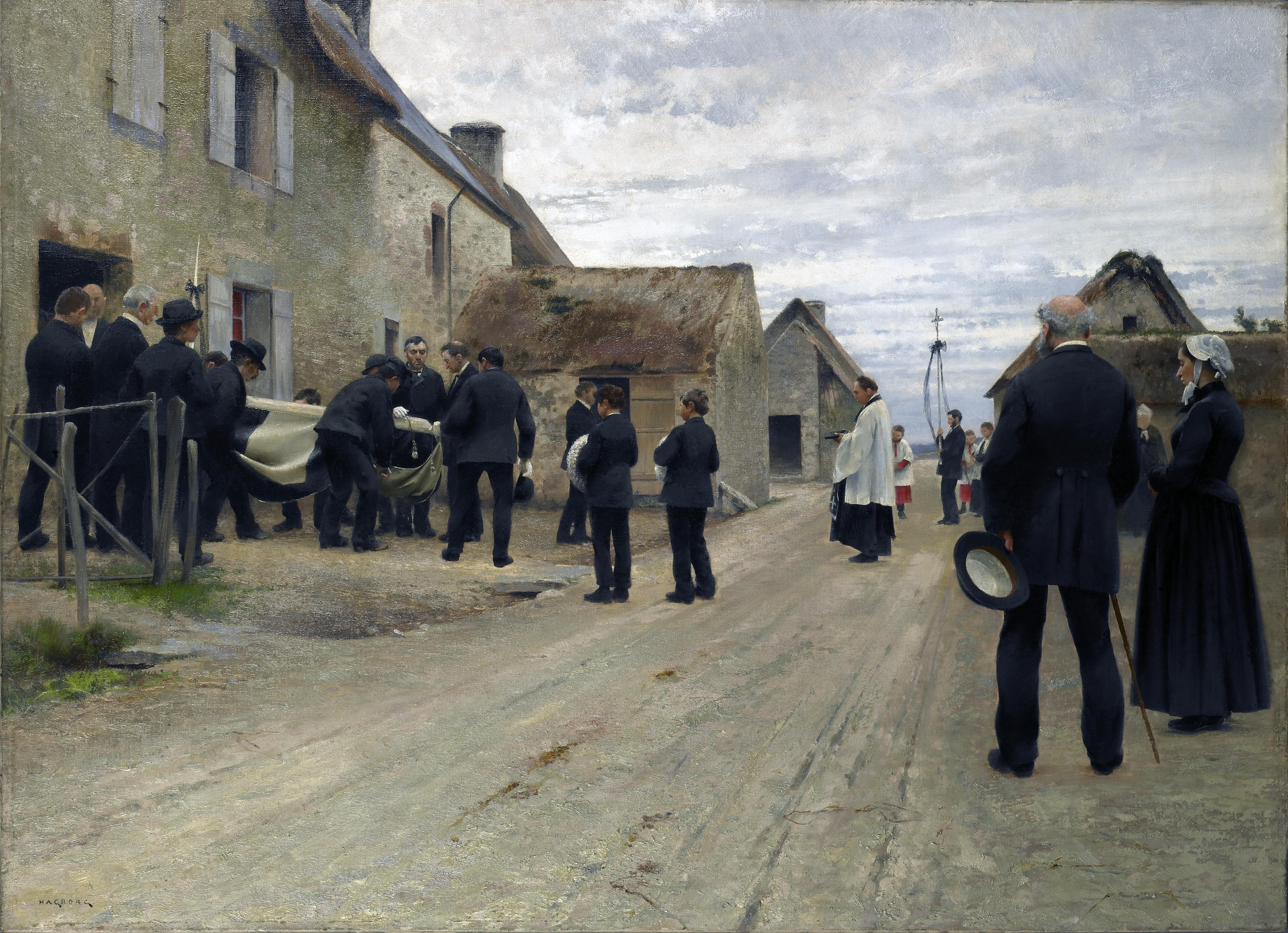
Begravning av en sjöman i en by i Manche (1911), Musée des Beaux-Arts de Rouen.